# 1932 год в театре
1932 год в театре

## Знаменательные события
- В Архангельске начал работу Архангельский Большой драматический театр

## Персоналии

### Родились
- Хорхе Лавелли, французский театральный режиссёр.
- 16 января — Отар Мегвинетухуцеси, советский и грузинский актёр театра и кино, Народный артист СССР.
- 30 января — Светлана Харитонова, советская актриса театра и кино.
- 7 февраля — Ольга Савицкая, польская артистка балета, хореограф.
- 11 февраля — Ольгерт Дункерс, советский актёр, режиссёр театра и кино, сценарист.
- 4 марта — Георгий Штиль, советский и российский актёр театра и кино, Народный артист России.
- 15 марта — Юрий Горобец, советский и российский актёр театра и кино, Народный артист РСФСР.
- 28 марта — Леонид Сатановский, советский и российский актёр театра и кино, Народный артист Российской Федерации.
- 28 марта — Игорь Эрельт, советский и российский актёр театра и кино.
- 28 апреля — Юрий Волынцев, советский и российский актёр театра и кино, Народный артист РСФСР.
- 9 мая —  Санат Диванов, народный артист Узбекской ССР.
- 17 мая — Илья Рутберг, советский и российский актёр, Заслуженный деятель искусств России.
- 19 мая — Майя Булгакова, советская и российская актриса, Народная артистка РСФСР.
- 26 мая — Григор Вачков, болгарский актёр театра и кино.
- 6 июня — Дерек Ренчер[англ.], английский танцовщик, солист Королевского балета и художник по костюмам.
- 22 июня — Нонна Гурская  , украинская и советская актриса, народная артистка Украинской ССР (1974).
- 13 июля — Пётр Фоменко, советский и российский, актёр, сценарист, режиссёр театра и кино.
- 21 июля — Елена Добронравова, актриса театра и кино.
- 26 сентября — Михаил Волков, актёр театра и кино, Заслуженный артист РСФСР.
- 27 октября — Жан-Пьер Кассель, французский актёр театра и кино.

### Скончались
- 3 июня — Mapa Тотева, болгарская актриса, режиссёр, театральный деятель (родилась в 1898).
- 3 июля —  Сварнакумари Деви, индийская писательница, поэтесса, драматург (родилась в 1855).
- 29 октября — Николай Агнивцев, русский поэт, драматург, детский писатель.